# Karolin (Poznań)

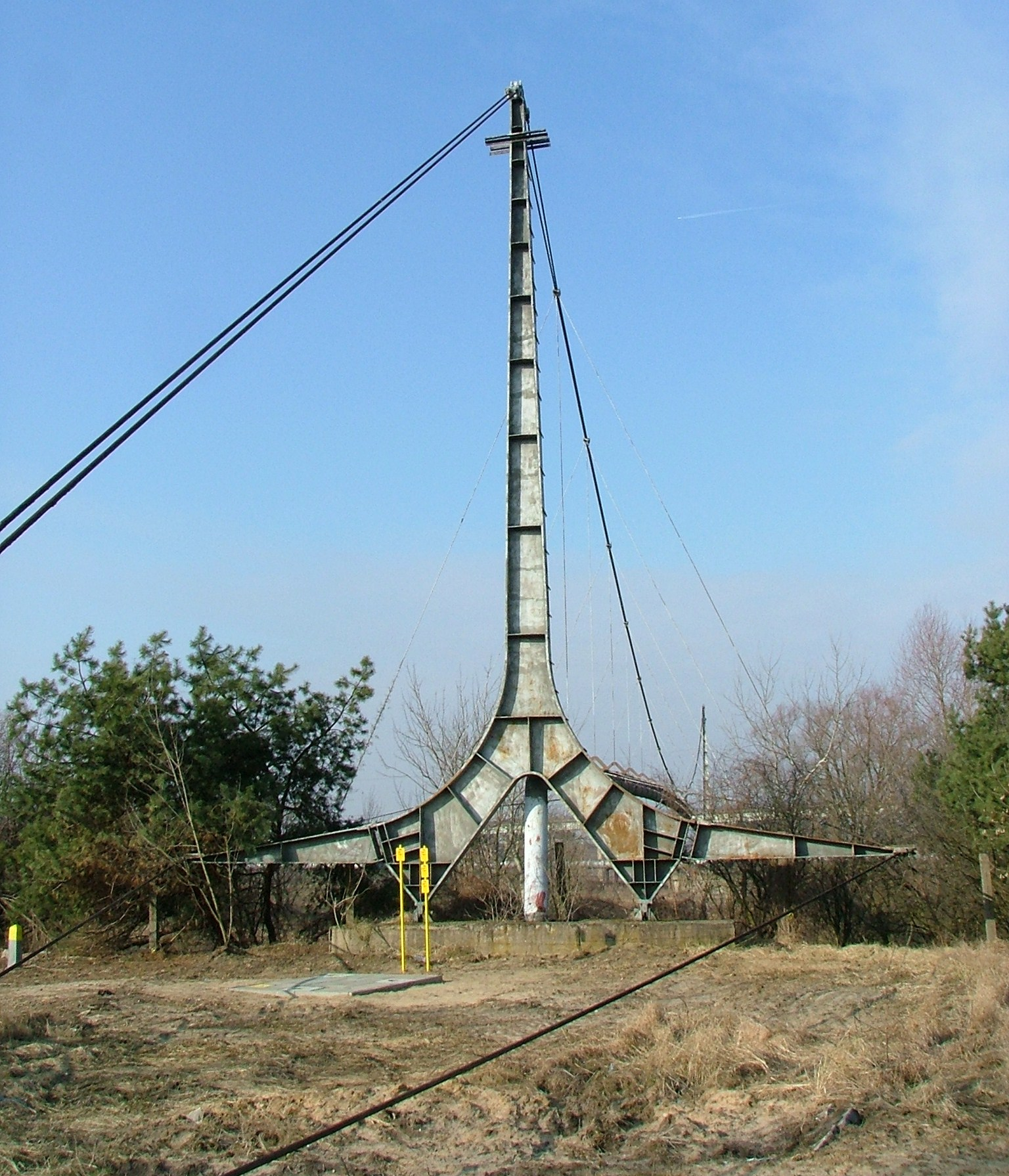
Modernistyczny most rurowy nad Wartą na Karolinie (zlikwidowany w 2008 roku)

Karolin – niewielka jednostka topograficzna, a zarazem obszar Systemu Informacji Miejskiej (SIM) w północno-wschodniej części Poznania, w obrębie Osiedla Główna.

## Obszar
Według Systemu Informacji Miejskiej granice jednostki obszarowej Karolin przebiegają:
- od wschodu: od rubieży miasta wschodnim zasięgiem terenów fabrycznych do ulicy Bałtyckiej
- od południa: południowym zasięgiem terenu elektrociepłowni do ulicy Gdyńskiej, a następnie ulicą Chemiczną do rzeki Warty
- od zachodu: rzeką Wartą
- od północy: rubieżą miasta[1]

## Charakterystyka
Od północy Karolin graniczy z Koziegłowami w gminie Czerwonak. Na terenie tej części miasta znajdują się:
- przy ul. Syreniej Fort IV Twierdzy Poznań,
- Elektrociepłownia Karolin,
- estakada północnej obwodnicy kolejowej,
- przystanek kolejowy Poznań Karolin.

## Historia
29 stycznia 1945 Karolin opanowały radzieckie pułki (244. i 246.). Dotarły one do przedpola Fortu IV. Podczas próby szturmu tego fortu zginął dowódca 244. pułku – płk Wasilij Uskow.
Od 1969 rozpoczęto na tych terenach budowę elektrociepłowni, która (pierwszy etap) została oddana do użytku w latach 1974–1978. Projektantem był W. Ptasiński z Energoprojektu Katowice. Ostatecznie budowę zakończono w 1997. Obecnie planowana jest rozbudowa kompleksu o spalarnię odpadów. Komin elektrociepłowni jest jedną z najważniejszych dominant widokowych Poznania i okolic.
Od 1983 działa w sąsiedztwie przystanek kolejowy Poznań Karolin.